# Antal orléans-i herceg (1824–1890)
Antoine d’Orléans (Neuilly-sur-Seine, Francia Királyság, 1824. július 31. – Sanlúcar de Barrameda, Spanyol Birodalom, 1890. február 5.), a Bourbon-ház orléans-i ágából származó francia királyi herceg, orléans-i herceg, I. Lajos Fülöp francia király és Szicíliai Mária Amália királyné legkisebb gyermeke, 1830-tól Montpensier hercege (franciául: duc de Montpensier), majd 1888-tól Galliera hercege (franciául: duc de Galliera) 1890-ben bekövetkezett haláláig. 1846-tól, Lujza Ferdinandával, II. Izabella spanyol királynő húgával kötött házassága révén spanyol infáns és trónjelölt.

## Családja

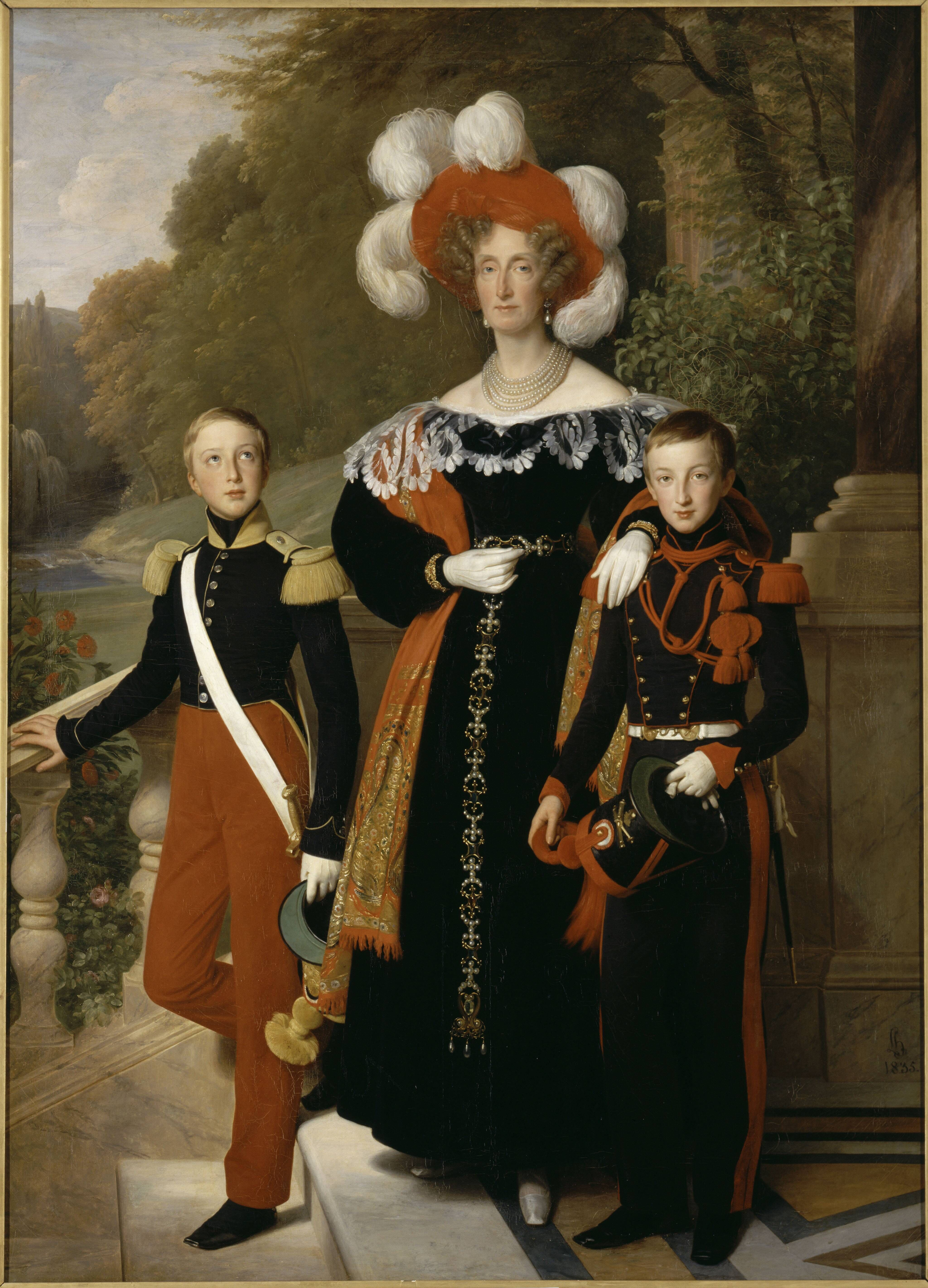
Mária Amália királyné két legfiatalabb gyermekével: Henri (balra) és Antoine (jobbra) hercegekkel (1835)

Antoine herceg 1824. július 31-én született a Párizs környéki Neuilly-sur-Seine városában, a Capeting-ház Bourbon-házának egyik oldalágának, az orléans-i ág tagjaként. A herceg lett I. Lajos Fülöp francia király, „a polgárkirály” (franciául: roi citoyen), és Szicíliai Mária Amália királyné tizedik, egyben legkisebb gyermekeke.
Keresztelőjére szeptember 9-én került sor a Tuileriák palotájának kápolnájában. Keresztszülei Louis Antoine d’Artois, Angoulême hercege és felesége, Franciaországi Mária Terézia (a francia forradalom során kivégzett XVI. Lajos francia király leánya) lett.
A herceg 1846. október 10-én, a madridi királyi palotában vette feleségül rokonát, a Bourbon-ház spanyol királyi ágából származó Lujza Ferdinanda infánsnőt, VII. Ferdinánd spanyol király és negyedik felesége, Szicíliai Mária Krisztina királyné második leányát, II. Izabella spanyol királynő egyetlen testvérét. Házasságkötésükkor az infánsnő tizennégy és Antoine herceg huszonkét éves volt. A párnak összesen tíz gyermeke született, ám csak hatan élték meg a tizennégy éves kort:
- Mária Izabella, Párizs grófnéja (1848. szeptember 21. – 1919. április 23.), 1864-ben hozzáment első-unokatestvéréhez, Philippe d’Orléans trónörököshöz, Párizs grófjához. Kapcsolatukból nyolc gyermek született.
- Mária Amália infánsnő (1851. augusztus 28. – 1870. november 11.), születésétől megillette az orléans-i hercegnői és a spanyol infánsnői rang is. Két potenciális férjjelöltről is tárgyaltak, ám az infánsnő az 1868-as spanyol forradalom kitörését követő francia száműzetésben hunyt el gyermektelenül, mindössze tizenkilenc éves korában.
- Mária Krisztina infánsnő (1852. október 29. – 1879. április 27.), hercegnő és infánsnő, aki első fokú unokatestvére és korábbi sógora, XII. Alfonz spanyol király jegyese lett, miután a királynak elhunyt első felesége, az infánsnő húga, Mária de las Mercedes királyné. A házasság végül nem született meg, mivel Mária Krisztina tuberkulózis következtében meghalt 1879-ben, huszonhat éves korában.
- Ferdinánd Mária Henrik Károly infáns (1859. május 29. – 1873. december 3.), fekete himlő következtében vesztette életét tizennégy éves korában.
- Mária de las Mercedes spanyol királyné (1860. június 24. – 1878. június 26.), 1878-ban szerelemből házasodott össze unokatestvérével, XII. Alfonz királlyal, így Spanyolország királynéja lett. Kapcsolatuk mindössze öt hónapig tartott, mivel Mercedes királyné két nappal tizennyolcadik születésnapja után tífuszban elhunyt. Nem születtek gyermekei.
- Antal Mária Lajos, Gallierai hercege (1866. február 23. – 1930. december 24.), egyben orléans-i herceg és spanyol infáns is, apja halálát követően a Galliera hercege cím birtokosa. 1886-ban vette feleségül első-unokatestvérét, nagynénje, II. Izabella királynő legkisebb leányát, Eulália infánsnőt. Két fiuk született.

## Titulusai

### Címek
/ Franciaországban:
- 1824. július 31. – 1824. szeptember 21.: Őfensége Antal orléans-i herceg
- 1824. szeptember 21. – 1830. augusztus 9.: Ő királyi fensége Antal orléans-i herceg
- 1830. augusztus 9. – 1830. augusztus 16.: Ő királyi fensége Antal herceg
- 1830. augusztus 16. – 1890. február 5.: Ő királyi fensége Montpensier hercege

 Spanyol Királyságban:
- 1846. október 10. – 1859. október 10.: Ő királyi fensége Montpensier hercege
- 1859. október 10. – 1890. február 5.: Ő királyi fensége Don Antone infáns, Montpensier hercege

### Kitüntetések
- : Belga Lipót-rend Nagymestere (1844)
- : francia Becsületrend (1845)
- : Torony és Kard katonai rend nagykeresztje
- : Aranygyapjas rend lovagja (1846)